# Jan Weinreich
Jan Weinreich (1997) è un giocatore di football americano tedesco che milita nel ruolo di quarterback per gli Stuttgart Surge della European League of Football (ELF).
Dopo aver giocato per le squadre giovanili e per la prima squadra dei Cologne Crocodiles, ha firmato con gli Schwäbisch Hall Unicorns (con i quali non ha potuto giocare a causa dell'annullamento del campionato 2020) e successivamente con gli Stockholm Mean Machines, per passare in seguito alla squadra professionistica tedesca dei Cologne Centurions.